# Leachville, Arkansas
Leachville là một thành phố thuộc quận Mississippi, tiểu bang Arkansas, Hoa Kỳ. Năm 2010, dân số của thành phố này là 1993 người.

## Dân số
- Dân số năm 2000: 1981 người.
- Dân số năm 2010: 1993 người.